# مختار علي
مختار علي (مواليد 30 أكتوبر 1997) هو لاعب كرة قدم سعودي يلعب في مركز الوسط في نادي النصر في دوري المحترفين السعودي  ومنتخب السعودية لكرة القدم.

## مسيرته الكروية

### تشيلسي
في عام 2008، انضم علي إلى تشيلسي تحت 11 عام قادماً من ليتون أورينت. وكان جزءا من نادي تشيلسي للشباب الذي فاز بكأس الاتحاد الإنجليزي للشباب في 2015 و2016. لعب 42 مباراة في جميع المسابقات وكان ثاني أفضل صانع أهداف في الأكاديمية، ورشح أيضا لجائزة أفضل رياضي في الصومال.

### فيتيسه آرنهم
في 29 يناير 2017، انضم علي إلى فيتيسه على سبيل الإعارة للفترة المتبقية من موسم 2016–17. في 19 فبراير 2017، لعب لأول مرة مع فيتيسه في المباراة التي هُزم فيها فريقه بنتيجة 1–0 ضد أياكس أمستردام، ودخل بديلا عن مارفيلس ناكامبا في الدقيقة 84. في 4 فبراير 2017، لعب أول مباراة له ل جونغ فيتيسه ضد سباكينبورج. ولعب مختار خمس مباريات أخرى في الدوري خلال فترة إعارته.
في 17 يوليو 2017، وقع مع فيتيسه آرنهم لمدة ثلاث سنوات.

### النصر
انتقل إلى نادي النصر في صيف 2019 و أعير إلى نادي الطائي مطلع عام 2022 ومن ثم أعير إلى نادي الفتح عام 2023  قبل أن يصبح في موسم 2024 ضمن قائمة النصر الرسمية في دوري روشن السعودي للمحترفين

## مسيرته الدولية
ولد مختار في السعودية، وقد مثل منتخب إنجلترا تحت 16 سنة وتحت 17 سنة، لكنه فضل اللاعب مع المنتخب السعودي، ولعب أول مباراة له في 7 أكتوبر 2017 ضد جامايكا في المباراة التي أنتهت فوز منتخبه بنتيجة 5–2.

## الإحصائيات
آخر تحديث 7 أكتوبر 2018.
| النادي         | الموسم   | الدوري          | الدوري | الدوري  | الكأس  | الكأس   | أوروبا | أوروبا  | أخرى   | أخرى    | المجموع | المجموع |
| النادي         | الموسم   | الدوري          | الظهور | الأهداف | الظهور | الأهداف | الظهور | الأهداف | الظهور | الأهداف | الظهور  | الأهداف |
| -------------- | -------- | --------------- | ------ | ------- | ------ | ------- | ------ | ------- | ------ | ------- | ------- | ------- |
| فيتيسه (إعارة) | 2016–17  | الدوري الهولندي | 6      | 0       | 0      | 0       | —      | —       | —      | —       | 6       | 0       |
| فيتيسه         | 2017–18  | الدوري الهولندي | 3      | 0       | 0      | 0       | 1      | 0       | 2      | 0       | 6       | 0       |
| فيتيسه         | 2018–19  | الدوري الهولندي | 1      | 0       | 0      | 0       | 0      | 0       | —      | —       | 1       | 0       |
| الإجمالي       | الإجمالي | الإجمالي        | 10     | 0       | 0      | 0       | 1      | 0       | 2      | 0       | 13      | 0       |

1. ↑  مباراة في الدوري الأوروبي
2. ↑  المباريات في تصفيات أوروبا للدوري الهولندي

## الانجازات

### النادي
رديف تشيلسي
- كأس الاتحاد الإنجليزي للشباب (1): 2013–14، 2014–15، 2015–16
- دوري أبطال أوروبا للشباب (1): 2015–16

 النصر
- كأس السوبر السعودي 2019
- كأس السوبر السعودي 2020

## وصلات خارجية
- مختار علي على موقع إي إس بي إن إف سي (الإنجليزية)
- مختار علي على موقع قاعدة بيانات كرة القدم.إي يو (الإنجليزية)
- مختار علي على موقع ناشيونال فوتبول تيمز (الإنجليزية)
- مختار علي على موقع Soccerbase.com (لاعب) (الإنجليزية)
- مختار علي على موقع Soccerway.com (الإنجليزية)
- مختار علي على موقع عالم كرة القدم.نت (الإنجليزية)
- مختار علي على موقع أوليمبيديا (الإنجليزية)